# Chenopodium album
Chenopodium album, cenizo o quinhuilla es un especie de hierbas de la familia Chenopodiaceae. Se la conoce con diversos nombres comunes (ver abajo).

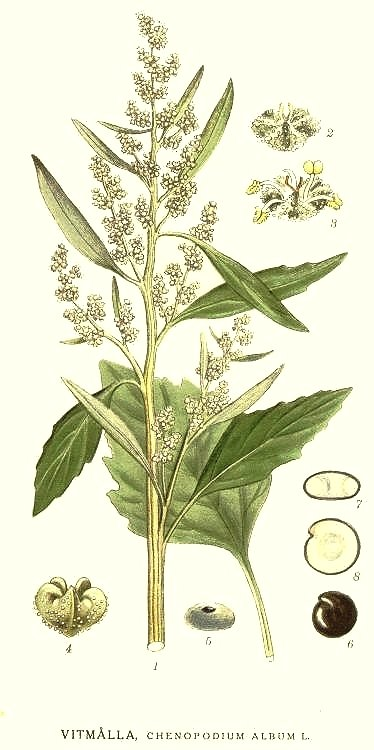
Ilustración

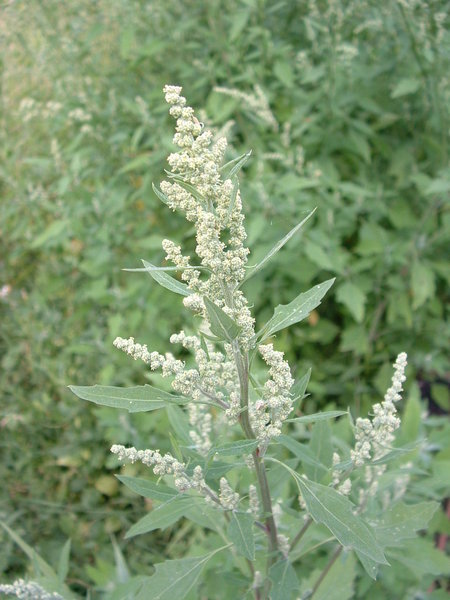
Inflorescencia

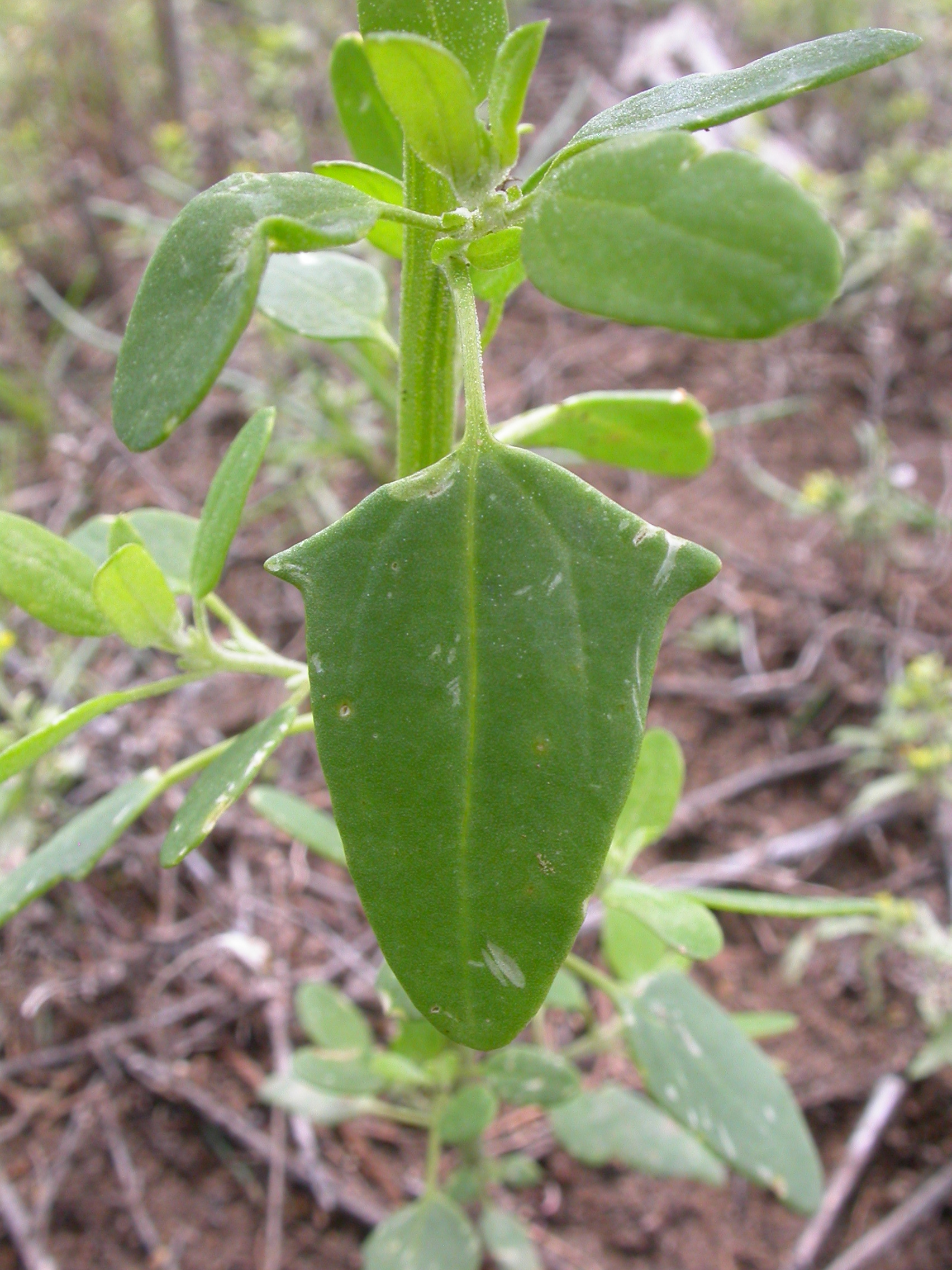
Hojas

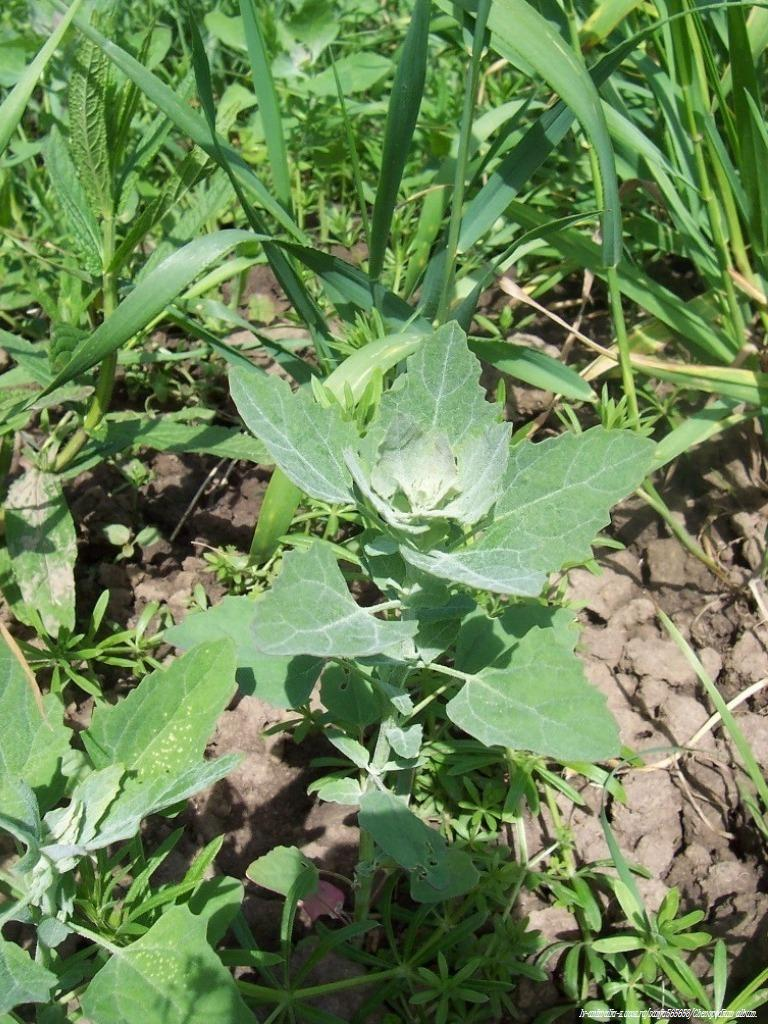
Vista de la planta

## Descripción
Tiende a crecer en posición vertical en un primer momento, alcanzando alturas de 1-15 dm (rara vez a 3 m), pero normalmente se convierte en reclinada después de la floración (debido al peso del follaje y semillas), a menos que tenga el apoyo de otras plantas.  Las hojas son alternas y puede variar en su apariencia. Las primeras que tienen la salida, cerca de la base de la planta, son dentadas y aproximadamente en forma de diamante de 3-7 cm de longitud y 3-6 cm de ancho.  Las hojas en la parte superior de los tallos son la floración y son romboidal-lanceoladas de 1-5 cm de largo y 0,4-2 cm de ancho, son cerosas y de aspecto harinoso, con una capa blanquecina en la parte inferior. Las pequeñas flores son radialmente simétricas y crecen en las pequeñas cimas en una densa y ramificada inflorescencia de 10-40 cm de largo. 

## Hábitat
Su rango nativo es oscuro debido a su amplio cultivo que incluye la mayor parte de Europa, de donde Linneo describió la especie en 1753.  Las plantas nativas en la zona oriental de Asia se incluyen en C. album , pero a menudo difieren de especímenes europeos.  En general se presenta en otros lugares, por ejemplo, África, Australasia, América del Norte, y Oceanía, y ahora se produce en casi todas partes en los suelos ricos en nitrógeno, especialmente en terrenos baldíos.

## Propiedades
Indicaciones: es usado como laxante, nutritivo, diurético, antihelmíntico, ligeramente sedante, hepático.

## Taxonomía
Chenopodium album fue descrita por L. Bosc ex Moq.  y publicado en Species Plantarum 1: 219. 1753.
Etimología
'Chenopodium': nombre genérico que deriva de la particular forma de las hojas similares a las patas de ganso: del griego "chen" = (ganso) y "pous" = (pie) o "podion" = (pie pequeño).
album: epíteto latino  que significa "blanco.
Variedades
- Chenopodium album var. album L.
- Chenopodium album subsp. album L.
- Chenopodium album subsp. amaranticolor Coste & Reyn.
- Chenopodium album var. candicans Moq.
- Chenopodium album var. centrorubrum Makino
- Chenopodium album var. microphyllum Boenn.
- Chenopodium album var. missouriense (Aellen) Bassett & Crompton
- Chenopodium album var. stevensii Aellen
- Chenopodium album var. striatum (Krasan) Kartesz, comb. nov. ined.
- Chenopodium album var. gabrielli[5]

Sinonimia
- Chenopodium bilbilitanum Pau in Vicioso
- Chenopodium candidans Lam.
- Chenopodium lanceolatum Muhl. in Willd.
- Chenopodium leiospermum DC. in Lam. & DC.
- Chenopodium reticulatum Aellen
- Chenopodium viride L.[6]
- Anserina candidans (Lam.) Montandon
- Atriplex alba (L.) Crantz
- Atriplex viridis (L.) Crantz
- Blitum viride (L.) Moench
- Botrys alba (L.) Nieuwl.
- Botrys alba var. pauper Lunell
- Botrys pagana (Rchb.) Lunell
- Chenopodium agreste E.H.L.Krause
- Chenopodium bernburgense (Murr) Druce
- Chenopodium bicolor Bojer ex Moq.
- Chenopodium borbasiforme (Murr) Druce
- Chenopodium borbasii F.Murr	Synonym
- Chenopodium × borbasioides f. hircinifolium (Aellen) Hyl.
- Chenopodium browneanum Schult.
- Chenopodium catenulatum Schleich. ex Steud.
- Chenopodium concatenatum Willd.
- Chenopodium × densifoliatum (Ludw. & Aellen) F.Dvorák
- Chenopodium diversifolium var. montuosum F.Dvorák
- Chenopodium elatum Shuttlew. ex Moq.
- Chenopodium glomerulosum Rchb.
- Chenopodium laciniatum Roxb.
- Chenopodium lobatum (Prodán) F.Dvorák
- Chenopodium missouriense Aellen
- Chenopodium missouriense var. bushianum Aellen
- Chenopodium neglectum Dumort.
- Chenopodium neoalbum F.Dvorák
- Chenopodium opulaceum Neck.
- Chenopodium ovalifolium (Aellen) F.Dvorák
- Chenopodium paganum Rchb.
- Chenopodium paucidentatum (Aellen) F.Dvorák
- Chenopodium pedunculare Bertol.
- Chenopodium probstii Aellen
- Chenopodium pseudoborbasii Murr
- Chenopodium riparium Boenn. ex Moq.
- Chenopodium serotinum Ledeb.
- Chenopodium subaphyllum Phil.
- Chenopodium superalbum F.Dvorák
- Chenopodium superalbum f. kuehnii F.Dvorák
- Chenopodium viridescens (St.-Amans) Dalla Torre & Sarnth.
- Chenopodium vulgare Gueldenst. ex Ledeb.
- Chenopodium vulpinum Buch.-Ham.
- Chenopodium zobelii Murr ex Asch. & Graebn.
- Chenopodium zobelii f. hircinifolium Aellen
- Chenopodium zobelii f. multidentatum Aellen
- Chenopodium zobelli A. Ludw. & Aellen
- Vulvaria albescens Bubani[7]

## Nombres comunes
- Castellano: ajea, altos, armuelle, armuelle borde, armuelles bordes, armuelle silvestre, armuelles silvestres, axea, berza de perros, berza perruna, bledo, bledos, bledos pestosos, bletos, burriquesos, cagadós, cañizo, cedijo, cenizo, ceñidros, ceñiglo, ceñiglo blanco, ceñiglos, ceñiglo verde, ceñigo, ceñilgo, ceñilgos, ceñilos, ceñisgo, cenicera, cenilgo, ceniso, cenizo, cenizo blanco, cenizo común, cenizos, cenizo verde, chamarisco, chinizo, chirona, ciñidro, ciñilgos, ciñilos, cimielga, cincho, cisno, ciñublo, desajo, engordagochos, fariñento, fenifo, fenijo, flor de la sardina, gajo, genifro, genijo, genillo, hagea lebrel, hierba cana, jajo, jajo caballar, jajo rastrero, jenijo,lindo, ledo blanco, mata sucia, meldrasco, meldro, minjo, palero, peral, pispájaro, quinhuilla, quinua silvestre, salao, senisell, senizu, yebón, yerba mala, zeniziallo, zeniziello, zenizón.[6]
- En México: quelite de cocina[8]
- En Sonora y Baja California: «Chual» o «Shual».